# 柴米油盐之上
《柴米油盐之上》（英語：A Long Cherished Dream）是2021年在中国大陆上映的以普通人日常生活为主题的纪录片。该片由两届奥斯卡金像奖得主的英国导演柯文思执导，国务院新闻办公室监制，中共中央宣传部对外推广局、国家广播电视总局网络视听节目管理司指导，中国报道杂志社解读中国工作室、腾讯视频、福建省广播影视集团、中共深圳市委宣传部共同制作。

## 内容
- 第一集《开勇》，讲述云南省贫困山区的村支书常开勇带领和劝说大山里的村民搬离大山住进易地搬迁安置房的故事。
- 第二集《琳宝》，讲述货车司机张琳开着一辆9.6米长的大卡车顽强拼搏努力生活的故事。[4]
- 第三集《怀甫》，讲述河南省的杂技演员王怀甫在上海市出演大型杂技舞台剧《战上海》的男主角的故事。
- 第四集《子胥》，讲述曾经富春江畔的大山里砍柴少年走出大山在大城市的物流行业闯出一番事业的故事。

## 奖项
| 年份 | 获奖方           | 颁奖方                           | 奖项分类                                   | 是否得奖 | 备注   |
| ---- | ---------------- | -------------------------------- | ------------------------------------------ | -------- | ------ |
| 2021 | 《柴米油盐之上》 | 国家广播电视总局                 | 2021年度优秀海外传播作品                   | 獲獎     | [ 5 ]  |
| 2022 | 《柴米油盐之上》 | 第十九届中国（广州）国际纪录片节 | 优秀国际传播中国纪录片                     | 獲獎     | [ 6 ]  |
| 2022 | 《柴米油盐之上》 | 中共中央宣传部                   | 第十六届精神文明建设“五个一工程”优秀作品奖 | 獲獎     | [ 7 ]  |
| 2022 | 《柴米油盐之上》 | 第31届中国电视金鹰奖             | 最佳电视纪录片                             | 提名     | [ 8 ]  |
| 2022 | 第二集《琳宝》   | 第十二届芝加哥独立电影节（Chicago Indie Film Awards）     | 最佳纪录短片奖                             | 獲獎     | [ 9 ]  |
| 2023 | 《柴米油盐之上》 | 第28届上海电视节白玉兰奖         | 最佳系列纪录片                             | 獲獎     | [ 10 ] |